# ローレンス・ブロック
ローレンス・ブロック（Lawrence Block、1938年6月24日 - ）は、アメリカ合衆国の小説家。
主にサスペンス、探偵小説を手がける。

## 来歴
ニューヨーク州バッファロー出身。1960年よりペーパーバック・ライターとして娯楽小説にて作家デビュー。作品はニューヨークを舞台にしたものが多く、主人公も探偵、空き巣、殺し屋など様々な設定がある。中でも、「マット・スカダー・シリーズ」と「泥棒バーニイ・シリーズ」で人気を集めた。『八百万の死にざま』、『死者との誓い』でシェイマス賞最優秀長篇賞。『倒錯の舞踏』でエドガー賞 長編賞を受賞。
1994年には、MWA賞 グランドマスター（巨匠）賞を授与。また2002年には、PWA 生涯功労賞を授与されている。
「ローレンス・ブロックのベストセラー作家入門」（原題はTelling Lies for Fun & Profitで、直訳すると「おもしろくて得をする嘘をつくこと」）は、エンターテインメント小説の書き方の解説書であるだけでなく、彼の小説論・作家論が書かれており、彼の作品をよりよく読み理解するためにも、大変参考になる。
2007年公開の『マイ・ブルーベリー・ナイツ』では、同作品の監督ウォン・カーウァイと共に脚本を手掛けた。

## 主な作品

### マット・スカダー・シリーズ
長編:
| #  | 邦題                          | 原題                                 | 出版年 | 出版年 | 訳者     | 出版社   | 備考                                                  |
| -- | ----------------------------- | ------------------------------------ | ------ | ------ | -------- | -------- | ----------------------------------------------------- |
| 1  | 過去からの弔鐘                | Sins of the Fathers                  | 1976   | 1987   | 田口俊樹 | 二見文庫 |                                                       |
| 2  | 冬を怖れた女                  | In the Midst of Death                | 1976   | 1987   | 田口俊樹 | 二見文庫 |                                                       |
| 3  | 一ドル銀貨の遺言              | Time to Murder and Create            | 1977   | 1988   | 田口俊樹 | 二見文庫 |                                                       |
| 4  | 暗闇にひと突き                | A Stab in the Dark                   | 1981   | 1990   | 田口俊樹 | 早川書房 |                                                       |
| 5  | 八百万の死にざま              | Eight Million Ways to Die            | 1982   | 1988   | 田口俊樹 | 早川書房 | PWA賞最優秀長篇賞 映画「800万の死にざま」（1986）原作 |
| 6  | 聖なる酒場の挽歌              | When the Sacred Ginmill Closes       | 1986   | 1986   | 田口俊樹 | 二見文庫 |                                                       |
| 7  | 慈悲深い死                    | Out on the Cutting Edge              | 1989   | 1990   | 田口俊樹 | 二見文庫 |                                                       |
| 8  | 墓場への切符                  | A Ticket to the Boneyard             | 1990   | 1995   | 田口俊樹 | 二見文庫 |                                                       |
| 9  | 倒錯の舞踏                    | A Dance at the Slaughterhouse        | 1991   | 1999   | 田口俊樹 | 二見文庫 | エドガー賞 長編賞                                     |
| 10 | 獣たちの墓                    | A Walk Among the Tombstones          | 1992   | 2000   | 田口俊樹 | 二見文庫 | 映画「誘拐の掟」（2014）原作                          |
| 11 | 死者との誓い                  | The Devil Knows You're Dead          | 1993   | 2002   | 田口俊樹 | 二見文庫 | PWA賞最優秀長篇賞                                     |
| 12 | 死者の長い列                  | A Long Line of Dead Men              | 1994   | 2002   | 田口俊樹 | 二見文庫 |                                                       |
| 13 | 処刑宣告                      | Even the Wicked                      | 1996   | 2005   | 田口俊樹 | 二見文庫 |                                                       |
| 14 | 皆殺し                        | Everybody Dies                       | 1998   | 2006   | 田口俊樹 | 二見文庫 |                                                       |
| 15 | 死への祈り                    | Hope to Die                          | 2001   | 2006   | 田口俊樹 | 二見文庫 |                                                       |
| 16 | すべては死にゆく              | All the Flowers Are Dying            | 2005   | 2006   | 田口俊樹 | 二見書房 |                                                       |
| 17 | 償いの報酬                    | A Drop of the Hard Stuff             | 2011   | 2015   | 田口俊樹 | 二見文庫 |                                                       |
| 18 | マット・スカダー わが探偵人生 | The Autobiography of Matthew Scudder | 2023   | 2024   | 田口俊樹 | 二見書房 |                                                       |

短編:
- 窓から外へ　Out the Window（1977）
- バッグ・レディの死　Like a Lamb to Slaughter (A Candle for the Bag Lady)（1977）
- 夜明けの光の中に　By the Dawn's Early Light（1984） - MWA賞 最優秀短編賞、PWA賞最優秀短編賞
- ブッチャーとのデート　A Date with the Butcher（1989）
- バットマンを救え　Batman's Helpers（1990）
- 慈悲深い死の天使　The Merciful Angel of Death（1993） - PWA賞最優秀短編賞
- ダヴィデをさがして　Looking for David（1997）
- レッツ・ゲット・ロスト　Let's Get Lost（2000）
- 夜と音楽と　The Night and the Music（2002）
- おかしな考えを抱くとき　A Moment of Wrong Thinking（2002）
- The Night and the Music (2013） - 11編のショート・ストーリー集
- ミック・バルー、何も映っていない画面を見る
- グローガンの店、最後の夜
- 石を放つとき　A Time to Scatter Stones
- 石を放つとき　A Time to Scatter Stones : A Matthew Scudder Novella (2019) - 短編集

### 泥棒バーニイ・シリーズ
長編:
- 泥棒は選べない　Burglars Can't Be Choosers（1977）
- 泥棒はクロゼットのなか　The Burglar in the Closet（1978）
- 泥棒は詩を口ずさむ　The Burglar Who Liked to Quote Kipling（1979） - ネロ・ウルフ賞受賞
- 泥棒は哲学で解決する　The Burglar Who Studied Spinoza（1980）
- 泥棒は抽象画を描く　The Burglar Who Painted LikeMondrian（1983）
- 泥棒は野球カードを集める　The Burglar Who Traded Ted Williams（1994）
- 泥棒はボガートを夢見る　The Burglar Who Thought He Was Bogart（1995）
- 泥棒は図書室で推理する　The Burglar in the Library（1997）
- 泥棒はライ麦畑で追いかける　The Burglar in the Rye（1999）
- 泥棒は深夜に徘徊する　The Burglar on the Prowl（2004）
- 泥棒はスプーンを数える  The Burglar Who Counted the Spoons (2013)
- The Burglar Who Met Fredric Brown (2022)

短編:
- 夜の泥棒のように　Like a Thief in the Night（1983）
- 泥棒はプレスリーを訪問する　The Burglar Who Dropped In On Elvis（1990）
- 泥棒は煙のにおいをかぎつける　The Burglar Who Smelled Smoke（1997）

映画化:
- バーグラー／危機一髪　Burglar（1987）

### 快盗タナー・シリーズ
- 快盗タナーは眠らない　The Thief Who Couldn't Sleep（1966）
- タナーと謎のナチ老人　The Canceled Czech（1966）
- Tanner's Twelve Swingers（1967）
- The Scoreless Thai (a.k.a. Two for Tanner)（1968）
- Tanner's Tiger（1968）
- Here Comes a Hero (a.k.a. Tanner's Virgin)（1968）
- Me Tanner, You Jane（1970）
- Tanner on Ice（1998）

### 殺し屋ケラー・シリーズ
- 殺し屋　Hit Man（1998）- 連作短編集
  - 名前はソルジャー　Answers to Soldier（1990）
  - ケラー、馬に乗る　Keller on Horseback（1994）
  - ケラーの治療法　Keller's Therapy（1993）- MWA賞最優秀短編賞
  - 犬の散歩と鉢植えの世話、引き受けます　Keller's Dog (Dogs Walked, Plants Watered)（1994）
  - ケラーのカルマ　Keller's Karma（1995）
  - ケラー、光り輝く鎧を着る　Keller in Shining Armor（1995）
  - ケラーの選択　Keller's Choice（1998）
  - ケラーの責任　Keller on the Spot（1997）- MWA賞最優秀短編賞
  - ケラーの最後の逃げ場　Keller's Last Refuge（1997）
  - ケラーの引退　Keller in Retirement（1998）
- 殺しのリスト　Hit List（2000）
- 殺しのパレード　Hit Parade（2006）
  - ケラーの指名打者　Keller's Designated Hitter（2001）
  - 鼻差のケラー　Keller by a Nose（2006）
  - ケラーの適応能力　Keller's Adjustment（2005）
  - 先を見越したケラー　Proactive Killer
  - ケラー・ザ・ドッグキラー　Keller the Dogkiller（2008）
  - ケラーのダブルドリブル　Keller's Double Dribble（2006）
  - ケラーの平生の起き伏し　Quotidian Keller
  - ケラーの遺産　Keller's Legacy
  - ケラーとうさぎ　Keller and the Rabbits（2003）
- 殺し屋 最後の仕事　Hit and Run（2008）
- 殺し屋ケラーの帰郷　Hit Me（2013）

### その他長篇
- 『緑のハートをもつ女』　The Girl with the Long Green Heart（1965）
- 『危険な文通』　Ronald Rabbit is a Dirty Old Man（1971）
- 『魔性の落とし子』　Ariel（1980）
- 『盲目の預言者』　Random Walk（1988）
- 『砕かれた街』　Small Town（2003）

### 短篇集
※各掲載作品一覧は右にある[表示]をクリック。
- 『おかしなことを聞くね　ローレンス・ブロック傑作集1 』　Sometimes They Bite（1983）　田口俊樹他訳　〈ハヤカワ文庫　1992年〉

- 『バランスが肝心　ローレンス・ブロック傑作集2 』　Like a Lamb to Slaughter（1984）　田口俊樹訳　〈ハヤカワ文庫　1993年〉

- 『夜明けの光の中に　ローレンス・ブロック傑作集3 』　Some Days You Get the Bear（1993）　田口俊樹訳　〈ハヤカワ文庫　1994年〉

- 『頭痛と悪夢　英米短編ミステリー名人選集〈4〉』　（日本オリジナル編集）　〈光文社文庫　1999年〉

- 『やさしい小さな手　現代短篇の名手たち7 』　（日本オリジナル編集）　〈ハヤカワ文庫　2009年〉